# De Düva
De Düva: The Dove (vaak kortweg The Dove genoemd) is een korte film uit 1968 die is geregisseerd door George Coe en Anthony Lover. De rollen in deze 14 minuten durende film worden vertolkt door Pamela Burrell, George Coe, Sid Davis, Madeline Kahn, Stan Rubinstein en Tom Stone. De film is bedoeld als parodie op het werk van Ingmar Bergman. 
De dialogen lijken plaats te vinden in het Zweeds, maar de oplettende luisteraar hoort een fictieve taal met een Zweeds accent die is gebaseerd op het Engels in combinatie met wat Duits, Latijn en Zweeds. Bijna alle zelfstandige naamwoorden eindigen op -ska. Deze fictieve taal wordt door sommigen vergeleken met het gebrabbel van de Zweedse Kok uit The Muppet Show.
De ondertiteling van de film is in het Engels, waarbij consequent andere woorden en zinsconstructies worden gekozen dan hetgeen door de acteurs wordt uitgesproken. Hierdoor valt het minder op dat men in de film veel (herkenbare) Engelse woorden gebruikt. Een kenmerkend voorbeeld ziet men wanneer aan Inga een sigaar wordt aangeboden. Hoewel de ondertiteling slechts "Cigar?" luidt, zegt de dame in kwestie iets als "falluskin symbol?"
De film werd in 1968 uitgebracht als voorfilm bij een bioscoopvertoning van reguliere lengte, waarbij niet bekend werd gemaakt dat het ging om een parodie. Het publiek dacht dan ook met een echte Bergman-film te maken te hebben en merkte pas gaandeweg dat er iets "niet klopte". De makers hadden hun uiterste best gedaan om de film zo veel mogelijk te laten lijken op het werk van Bergman, inclusief de typische lange betekenisvolle stiltes. 

## Verhaal
De hoofdpersoon, professor Viktor Sundqvist (76), wordt door diens chauffeur naar de universiteit gereden om les te geven, maar de rit kan niet worden voortgezet doordat een duif op de voorruit van de auto heeft gepoept. Tijdens een tussenstop bij het oude huis van zijn oom neemt hij plaats op het toilet en gaan zijn gedachten terug naar een moment in zijn jeugd, toen De Dood op bezoek kwam bij een familiepicknick om zijn zus Inga op te halen. In de wetenschap dat De Dood van gokken houdt, dagen Viktor en Inga De Dood uit tot een potje badminton om haar leven. Terwijl ze spelen vliegt er een duif over, die op de cape van De Dood poept. Hierdoor wordt De Dood afgeleid en verliest hij de wedstrijd. Inga is vrij en samen met Viktor rent ze naar het meer om te gaan zwemmen. Na deze flashback is te zien hoe de weer 76-jarige Viktor het toilet verlaat en verklaart zich op de een of andere manier weer beter te voelen: "Un yesk, summehu, I feelin' better nüsk." De film eindigt met in beeld de tekst "ENDSK".